# Нектариос Александру
Нектариос Александру (на гръцки: Νεκτάριος Αλεξάνδρου) е кипърски футболист, полузащитник.

## Кариера
Александру е юноша на АПОЕЛ. Играе в първия отбор от сезон 2000/01, но е титуляр от 2002/03. Остава в клуба до лятото на 2006 г. с общо 103 мача и 24 гола. През този период печели 2 титли, купа и 2 суперкупи. През 2006 г. преминава в гръцкия Лариса. През първия си сезон там, печели купата на Гърция. През 2007/08 вкарва важен гол при победата над руския Зенит Санкт Петербург в евротурнирите. На 13 август 2008 г. на сайта на Лариса е съобщено, че договорът му е прекратен. Александру се завръща в АПОЕЛ. Титуляр през сезон 2008/09, участва и в груповата фаза на Шампионската лига през 2009 г. През 2013 г. печели петата си титла с отбора. Взима участие в пет мача от групите на ШЛ 2013/14. През 2014 г. печели требъл.

### Национален отбор
Дебютира за националния отбор на Кипър на 1 март 2006 г. в приятелска среща с Армения, играна на стадион Цирио и завършила 2:0 за домакините.

## Отличия

### АПОЕЛ
- Кипърска първа дивизия (10): 2001/02, 2003/04, 2008/09, 2010/11, 2012/13, 2013/14, 2014/15, 2015/16, 2016/17, 2017/18
- Носител на Купата на Кипър (3): 2006, 2014, 2015
- Носител на Суперкупата на Кипър (6): 2002, 2004, 2008, 2009, 2011, 2013

### Лариса
- Носител на Купата на Гърция (1): 2007